# Michael B. Jordan
Michael Bakari Jordan, conegut com a Michael B. Jordan   (Santa Ana, 9 de febrer de 1987), és un actor estatunidenc.

## Filmografia

### Cinema
| Any  | Títol                                  | Rol                         | Notes |
| ---- | -------------------------------------- | --------------------------- | ----- |
| 1999 | Black and White                        | Adolescent #2               |       |
| 2001 | Hardball                               | Jamal                       |       |
| 2007 | Blackout                               | C.J.                        |       |
| 2009 | Pastor Brown                           | Tariq Brown                 |       |
| 2012 | Red Tails                              | Maurice 'Bumps' Wilson      |       |
| 2012 | Chronicle                              | Steve Montgomery            |       |
| 2013 | Fruitvale Station                      | Oscar Grant                 |       |
| 2013 | Justice League: The Flashpoint Paradox | Cybor                       | Veu   |
| 2014 | That Awkward Moment                    | Mikey                       |       |
| 2015 | Fantastic Four                         | Johnny Storm/Entorxa humana |       |
| 2015 | Creed                                  | Adonis Creed                |       |

### Televisió
| Any     | Títol                          | Rol                      | Notes                               |
| ------- | ------------------------------ | ------------------------ | ----------------------------------- |
| 1999    | The Sopranos                   | Rideland Kid             | Capítol "Down Neck"                 |
| 1999    | Cosby                          | Mike                     | Capítol: "The Vesey Method"         |
| 2002    | The Wire                       | Wallace                  | 13 capítols                         |
| 2003–06 | All My Children                | Reggie Porter Montgomery |                                     |
| 2006    | CSI: Crime Scene Investigation | Morris                   | Capítol: "Poppin' Tags"             |
| 2006    | Without a Trace                | Jesse Lewis              | Capítol: "The Calm Before"          |
| 2007    | Cold Case                      | Michael Carter           | Capítol: "Wunderkind"               |
| 2009    | Burn Notice                    | Corey Jensen             | Capítol: "Hot Spot"                 |
| 2009    | Bones                          | Perry Wilson             | Capítol: "The Plain in the Prodigy" |
| 2009    | The Assistants                 | Nate Warren              | 13 capítols                         |
| 2009–11 | Friday Night Lights            | Vince Howard             | 26 capítols                         |
| 2010    | Law & Order: Criminal Intent   | Danny Ford               | Capítol: "Inhumane Society"         |
| 2010    | Lie to Me                      | Key                      | 2 capítols                          |
| 2010–11 | Parenthood                     | Alex                     | 16 capítols                         |
| 2012    | House, MD                      | Will Westwood            | Capítol: "Love is Blind"            |
| 2012    | County                         | Travis Hancock           | Capítol pilot                       |
| 2014    | Ridiculousness                 | Estrella convidada       |                                     |
| 2014    | The Boondocks                  | Pretty Boy Flizzy        | Veu                                 |
| 2015    | Running Wild with Bear Grylls  | Estrella convidada       | Capítol 7 temporada 2               |